# Ицамнах-Балам (царь Дос-Пиласа)
Ицамнах-Балам — правитель Южного Мутульского царства со столицей в Дос-Пиласе.

## Биография
Ицамнах-Балам был преемником своего отца Балах-Чан-Кавиля.
Его правление было очень коротким
Его преемником стал его брат Ицамнах-Кавиль.

### Семья
Его родителями были его предшественник Балах-Чан-Кавиль и принцесса из Ицана, его брат Ицамнах-Кавиль стал его преемником, а его сестра Иш-Вак-Чан-Ахав стала царицей Саальского царства.